# Bajancagán járás (Központi tartomány)
Bajancagán járás (mongol nyelven: Баянцагаан сум) Mongólia Központi tartományának egyik járása. Területe 6200 km². Népessége kb. 2800 fő.
Székhelye, Dzogszól (Зогсоол) 113 km-re fekszik Dzúnmod tartományi székhelytől és 156 km-re Ulánbátortól.